# VGA
VGA (skraćenica na engleskom za "Video Graphics Array") je analogni računalni video standard koji je prvi primijenio IBM 1987. godine. 
Standardne (propisane standardom) VGA grafičke rezolucije su:
- 640×480 u 16 boja
- 640×350 u 16 boja
- 320×200 u 16 boja
- 320×200 u 256 boja

(rezolucija najčešća u uporabi je prva, 640x480 u 16 boja).
Također, 15-pinski VGA D-konektor se koristi za spajanje grafičkih kartica na analogne monitore (CRT), makar također i većina digitalnih LCD monitora još uvijek (podatak iz 2007. godine) ima osim DVI konektora i stari VGA analogni konektor.